# Yên Lang
Yên Lang (1940 – 5 tháng 6 năm 2017) tên thật là Nguyễn Ngọc Thanh, là soạn giả cải lương người Việt Nam đã sáng tác hơn 30 tuồng cải lương nổi tiếng. Ông còn dùng bút danh Huyền Thanh Huyền khi viết cho một số tờ báo trước năm 1975. Theo một cuốn sách của Nhà xuất bản Văn hóa Thông tin và Liên hiệp Các hội Văn hóa nghệ thuật Bạc Liêu, ông được đánh giá là một trong 80 người tiêu biểu nhất trong lĩnh vực hoạt động nghệ thuật ở Bạc Liêu.
Yên Lang sinh tại Bạc Liêu, đã đến Sài Gòn và được một số người khuyến khích sáng tác cải lương dù ông đã từng là người làm thơ trong làng văn nghệ Sài Gòn và đã sáng tác thơ văn cho một số tờ báo. Từ những năm 1960 ông bắt đầu nổi tiếng vì những vở cải lương của mình và đã là soạn giả của một số đoàn cải lương như Song Kiều, Kim Chung..., có nhiều nghệ sĩ được cho là đã nổi tiếng vì những vở tuồng do ông viết. Các vở cải lương của ông thường thuộc thể loại kiếm hiệp như Đêm lạnh chùa hoang, Máu nhuộm sân chùa, Mùa thu trên Bạch Mã Sơn... và ngoài ra ông còn sáng tác nhiều bản vọng cổ và tân cổ giao duyên.
Ông từng bị cải tạo và đã chuyển sang định cư tại Hoa Kỳ vào năm 1995. Một số người thân của Yên Lang như Nguyên Thảo, Kiều Oanh và Lam Tuyền đều có đóng góp cho cải lương.

## Sự nghiệp

### Đầu đời
Nguyễn Ngọc Thanh sinh năm 1940 tại Giồng Me, Cầu Kè, Bạc Liêu, nay thuộc Phường 2, thành phố Bạc Liêu, Bạc Liêu, Việt Nam. Năm 1955, ông rời quê lên Sài Gòn. Khi đang học tại Trường Trung học Tân Thịnh ở Sài Gòn, ông đã gặp nhà thơ Hoài Ngọc và ký giả Phong Vân, những người được cho là đã khuyến khích ông dấn thân vào công việc sáng tác cải lương sau này, dù ông từng rất đam mê thơ văn và từng mong muốn trở thành một nhà thơ. Theo báo điện tử tỉnh Bạc Liêu thì ông từng tham gia làng văn nghệ Sài Gòn với tư cách là một người làm thơ. Với bút danh Huyền Thanh Huyền, Yên Lang đã từng viết văn, làm thơ cho tuần báo Tầm Nguyên và báo Nhân Loại.
Theo một số nguồn, khi học trung học, Yên Lang đã sáng tác vở kịch nói Đường lên ải Bắc trong niên học đầu tiên, khiến ông được chọn làm học sinh giỏi và đã được tham dự trại hè Đà Lạt cùng với hai học sinh khác.

### Sáng tác cải lương
Năm 1960, vở tuồng đầu tiên của ông viết chung với soạn giả Nguyễn Liêu mang tên Nắng chiều lên cổ tháp ra đời và được dàn dựng bởi đoàn Song Kiều. Vở thứ hai của ông là vở Bếp lửa chiều ly biệt do đoàn Bạch Vân dàn dựng, cũng viết chung với Nguyễn Liêu. Vở thứ ba của ông là vở Đường về quê ngoại do ông tự sáng tác, được đoàn Song Kiều biểu diễn, đã gây ra tiếng vang lớn. Yên Lang cho rằng ông đã bắt đầu sự nghiệp từ năm 1960.
Năm 1963, khi bị tuồng cải lương Đường về quê ngoại cuốn hút, ông bầu Long của đoàn Kim Chung đã chú ý đến Yên Lang và đã hẹn gặp ông tại văn phòng Kim Chung ở Sài Gòn để bàn việc cộng tác khi hai đoàn hát đang cùng diễn tại Tuy Hòa, Phú Yên, đoàn Kim Chung hát ở rạp Diên Hồng và đoàn Song Kiều, tức đoàn Yên Lang đang làm việc, lúc đó hát ở rạp Nhạn Tháp. Tháng 6 năm 1963 đoàn Song Kiều về hát tại rạp Biên Hùng, Biên Hòa, Yên Lang trở về Sài Gòn thăm cô mình và đã đến văn phòng Kim Chung để gặp ông bầu Long, tại đây Yên Lang được ông bầu thuyết phục và đã đồng ý làm soạn giả thường trực của đoàn. Chỉ sau đó vài tháng thì đoàn Song Kiều tan rã. Tuồng Đường về quê ngoại được ông đổi thành Manh áo quê nghèo sau khi làm soạn giả thường trực cho đoàn cải lương Kim Chung, và vở tuồng này đã được khán giả yêu cầu đoàn Kim Chung diễn lại nhiều lần. Đây cũng là kịch bản cải lương đầu tiên của ông được diễn trên sân khấu Kim Chung và đã được trình diễn liên tục trong một tháng tại rạp Olympic ở đường Hồng Thập Tự, Sài Gòn. Yên Lang đã là soạn giả thường trực cho đoàn Kim Chung từ năm 1963 đến cuối tháng 4 năm 1975.
Năm 1963 ông bắt đầu nổi tiếng với những tuồng cải lương thuộc thể loại "kiếm hiệp kỳ tình", là thể loại rất được yêu thích tại Việt Nam trong những năm 1960, 1970. Ông từng là soạn giả của các đoàn Song Kiều, Bạch Vân, Việt Nam Minh Vương, Kim Chung, Dạ Lý Hương, Việt Nam, Du Sĩ Ca Quốc Trầm... và lâu nhất là với đoàn Kim Chung. Nhiều nghệ sĩ cải lương đã nổi tiếng vì những vở tuồng của ông.
Ngoài sáng tác, ông còn đào tạo cho nhiều người khác, như Nguyên Thảo (tác giả của Kiếp nào có yêu nhau, em ông) và Lam Tuyền (đã chuyển thể Lá sầu riêng, con trai ông). Theo báo điện tử Bạc Liêu, Yên Lang còn là một nhà thơ.
Về sau ông vẫn còn sáng tác, thường là các bài ca cổ về Bạc Liêu, theo RFA (2013) thì Yên Lang không còn viết tuồng.

### Đề nghị nâng tiền bản quyền
Trong những năm 1960 tại miền Nam, do ảnh hưởng từ nhiều mặt như chính trị, kinh tế,... các đoàn hát trở nên ế ẩm, khiến một số đoàn cải lương phải tự giải thể, gây ảnh hưởng đến các nghệ sĩ và soạn giả, tiền bản quyền thu nhập của các soạn giả cũng giảm mạnh, đương thời, theo thông lệ soạn giả thường chỉ nhận tiền bản quyền khoảng 5% doanh thu của mỗi suất hát cho 50 suất hát đầu, từ suất hát thứ 51 trở đi chỉ còn lại 4%. Yên Lang đã vận động một số soạn giả họp mặt để bàn về vấn đề này cạnh rạp Quốc Thanh, gồm có các soạn giả như Mộc Linh, Hà Triều, Hoa Phượng, Tuấn Khanh, Hoàng Khâm, Ngọc Điệp, Loan Thảo, Yên Ba cùng hai ký giả kịch trường là Hoài Ngọc và Phong Vân, đã nhất trí yêu cầu nâng tiền bản quyền lên 6% doanh thu của mỗi suất hát và không giới hạn thời gian hay số lượng suất hát, nhiều cuộc họp khác với một số nghệ sĩ tại trụ sở Hội Nghệ sĩ Ái hữu Tương tế ở Sài Gòn cũng được tổ chức và kéo dài gần một năm rồi mới chấm dứt. Đề nghị nâng tiền bản quyền thành công và từ đó trở đi mỗi soạn giả được hưởng 6% doanh thu của mỗi xuất hát.

### Tại Hoa Kỳ
Vốn là sĩ quan trong ngành Cảnh sát Quốc gia Việt Nam Cộng hòa, sau khi chiến tranh Việt Nam kết thúc vào năm 1975, Yên Lang đã bị đưa đi cải tạo trong 6 năm, năm 1995 cả gia đình ông đến định cư ở Hoa Kỳ diện HO, theo báo Thanh Niên thì ông phải xuất ngoại "vì manh áo chén cơm". Ban đầu ông định cư ở Atlanta, Georgia, sau lại chuyển về San Diego, California. Khi được Tường Dũ, Tô Kiều Phương, Nhật Hồng... khuyến khích, ông cùng với vợ đã chuyển về sống tại Sài Gòn Nhỏ.
Theo RFA tiếng Việt, Hội Cổ nhạc miền Nam Việt Nam hải ngoại năm 2004 đã mời Yên Lang và vợ ông, Kiều Oanh tham gia làm ban giám khảo. Kiều Oanh đã chấm thi sơ khảo ở San Jose còn Yên Lang thì chấm chung kết ở San Diego. Tại hải ngoại, ông được đánh giá là "viên ngọc quý của ngành cổ nhạc cải lương" và là "một trong những soạn giả nổi tiếng nhất, đóng góp nhiều nhất cho nền cổ nhạc hải ngoại".
Do ruột bị biến chứng và suy thận, Yên Lang đã qua đời tại Bệnh viện Garden Grove (California) vào lúc 8 giờ 55 phút ngày 5 tháng 6 năm 2017, sau một thời gian hôn mê sâu. Việc ông qua đời đã được nhiều tờ báo đăng tải. Tang lễ của ông được tổ chức vào ngày 16 (có nguồn cho là ngày 14) tháng 6 năm 2017 tại nhà quàn Peek Funeral Home, khu Bolsa, thành phố Wesminster, California rồi hỏa táng.

## Gia đình
Yên Lang còn có em là Nguyên Thảo, cũng là một soạn giả cải lương, theo một vài nguồn thì Yên Lang đã viết chung với Nguyên Thảo một số vở cải lương như Tâm sự loài chim biển, Thằng điên vùng Bến Hạ...
Ông kết hôn với Kiều Oanh, là đào chánh và là con gái của ông bầu đoàn Song Kiều là Năm Thành và bà Chín Điệp trong thời gian làm soạn giả cho đoàn Song Kiều. Đám cưới của hai ông bà được tổ chức tại rạp Chung Bá, nay là rạp Cao Văn Lầu, rước dâu rồi về nhà tại Giồng Me, Cầu Kè, Bạc Liêu. Theo một nguồn thì nghệ sĩ Kiều Oanh, tên thật là Trần Thị Kiều Oanh, là con ruột của ông bầu gánh Chấn Hưng, nhưng từ khi còn nhỏ bà đã được ông bầu đoàn Song Kiều nhận làm con nuôi, khiến Yên Lang trở thành rể của hai ông bầu của hai gánh hát nổi tiếng đương thời.
Theo một số nguồn, ông và Kiều Oanh có ba con trai và một con gái, một trong số đó là Lam Tuyền, cũng là một soạn giả. Lam Tuyền là con trai thứ ba của Yên Lang và là soạn giả thường trực của Nhà hát Trần Hữu Trang. Theo báo Thanh Niên, Lam Tuyền thường viết tuồng tâm lý xã hội hơn là thể loại kiếm hiệp. Yên Lang còn có con dâu là nghệ sĩ Giang Bích Phượng.

## Tác phẩm
Các tuồng cải lương do ông sáng tác được đánh giá là có cốt truyện "hấp dẫn", bố cục gọn gàng và hợp lý. Các kịch bản của ông thường dùng những từ ngữ bình dân và dễ hiểu, không cầu kỳ, dễ hát và dễ thuộc. Đa số các kịch bản của Yên Lang đều thuộc thể loại kiếm hiệp, hương xa.
Ông đã sáng tác nhiều kịch bản cải lương nổi tiếng như:
- Bão biển[1][6][7][8][13][23]
- Bão cát[1][6][8][13]
- Băng Tuyền nữ chúa[6][8][9][22]
- Bẻ kiếm bên trời (viết chung với Thiên Lý)[6][8]
- Bếp lửa chiều ly biệt[5][6][8][9]
- Cuối mùa lá rụng[5]
- Đêm lạnh chùa hoang[34][1][4][5][7][8][9][13][21][22][23][27]
- Đường về quê ngoại, sau là Manh áo quê nghèo[1][4][5][6][7][8][13][21][35]
- Hỏa Sơn thần nữ[1][8][13][22]
- Khi rừng thu thay lá[1][4][5][13] (sau năm 1975)[6][8]
- Khi trời lạnh sương khuya[1][8][13]
- Kỷ niệm thời con gái (sau năm 1975)[6][8][9]
- Máu nhuộm sân chùa[1][4][5][9][13][21][22] hay Pháo hồng tiễn bước em đi[6][7][8]
- Một chuyện tình buồn (sau năm 1975)[6][8][9]
- Mùa thu trên Bạch Mã Sơn[1][4][5][6][7][8][9][13][22]
- Nắng chiều lên cổ tháp (1960)[1][4][6][8]
- Nắng thu về ngõ trúc[1][5][6][7][8][13]
- Người phu khiêng kiệu cưới[1][5][6][7][8][13][21][22][23]
- Ngựa hoang về núi[8]
- Nhất kiếm bá vương[1][5][8][13]
- Quán khuya sầu viễn khách (viết chung với Hồng Điệp)[6][8]
- Tâm sự loài chim biển[1][5][13] hay Áo Vũ Cơ Hàn[7][22] (viết chung với Nguyên Thảo)[6][8][23]
- Tây Thi[1][4][6][8][13][25][36]
- Thằng điên vùng Bến Hạ[1][5] (viết chung với Nguyên Thảo)[6][8]
- Thủ lĩnh Cốc Sơn[8]
- Tình bằng hữu[1][13]
- Tình hận trên băng hồ[1][8][13]

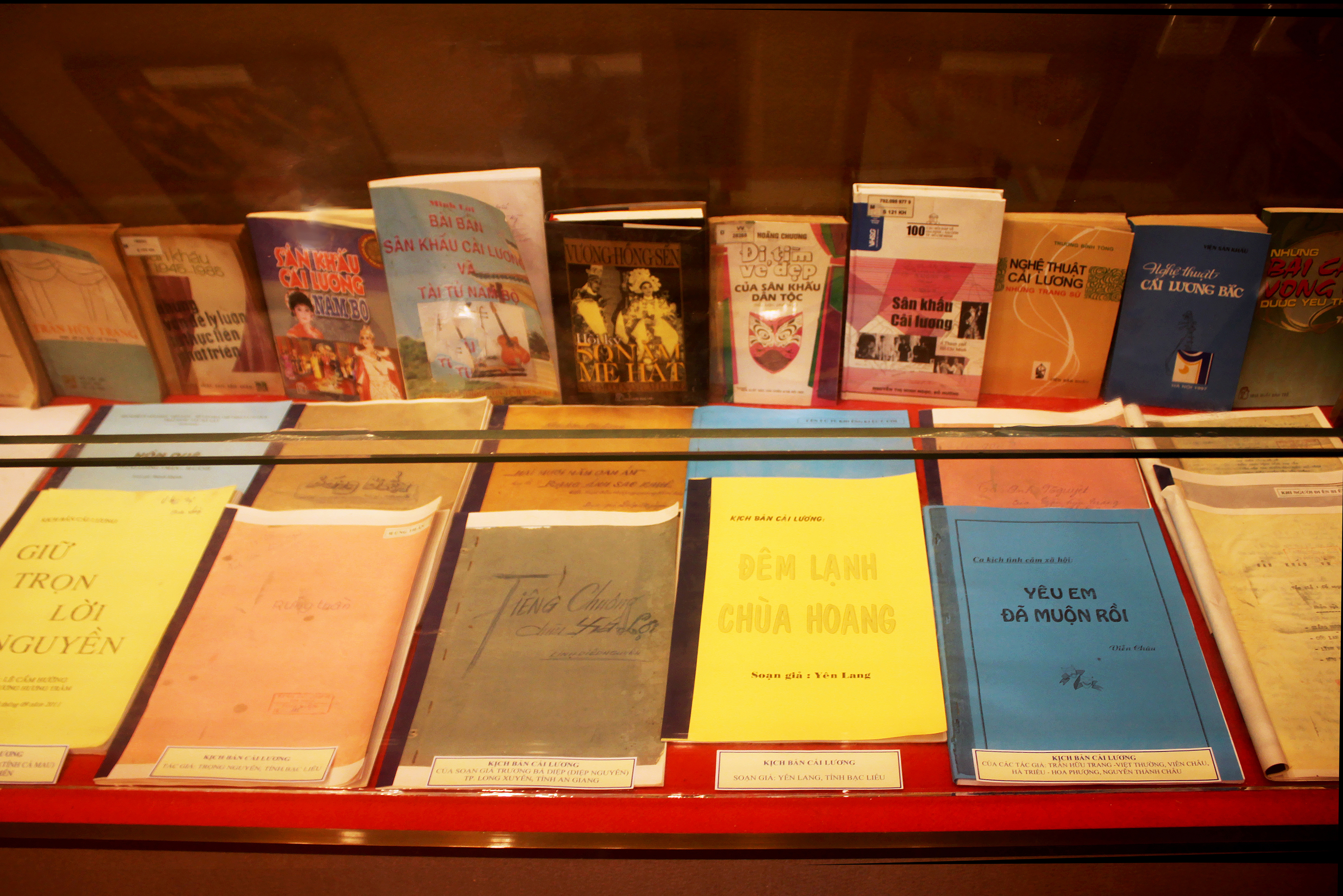
Một số sách về cải lương, có vở Đêm lạnh chùa hoang của soạn giả Yên Lang.

Theo báo điện tử Cần Thơ, tuồng cải lương Đêm lạnh chùa hoang do ông sáng tác được tái bản đến lần thứ tư mà vẫn bán chạy.
Theo một vài nguồn, ông còn sáng tác hơn 100 bài vọng cổ lẫn tân cổ giao duyên, với hơn 70 bài vọng cổ, như:
- Bạc Liêu quê mẹ[7]
- Chiều lên bản Thượng[8]
- Chuyến đi về sáng[8]
- Con đò tuổi thơ[8]
- Con thuyền không bến[8]
- Cô gái miền Trung[7]
- Đám cưới trên đường quê"[8]
- Hương cau quê ngoại[7]
- Hương nhãn Bạc Liêu[2][4][7][8]
- Lẻ bóng[8]
- Ngàn dặm nước non[7]
- Nỗi buồn hoa phượng[8]
- Quang Trung áo vải cờ đào[7]
- Quán nước quê nghèo[7]
- Quán nửa khuya[2][4][8]
- Thầy cũ trường xưa[7][8]
- Tình nghệ sĩ[8]
- Trăng phương Nam[8]
- Vợ chồng quê[8]

Ngoài ra ông còn là tác giả của một số bài thơ như:
- Vĩnh biệt Thu An[8]
- Mơ về Phú Quý[8]
- Đón mùa xuân mới[8]

## Câu nói
| “ | Tôi thấy cuộc đời mình mắc nợ tấm màn nhung sân khấu, nên mỗi lần đặt bút viết là được công chúng đón nhận. Ai từng thiếu nợ đều khổ, còn với tôi cứ mong mình mắc nợ hoài để còn được... trả nợ. | ” |

| “ | Mỗi nhân vật trong kịch bản của tôi đều có những tâm tư, tình cảm mà bản thân tôi gửi gắm vào. Yêu ghét, giận hờn, buồn vui, chung thủy đều là cung bậc tình cảm mà sự trải nghiệm trong đời cho tôi trưởng thành hơn để viết, để chiêm nghiệm và để nhìn lại chính mình. | ” |

| “ | Nếu không có bản vọng cổ thì sân khấu cải lương không thể lớn mạnh như hôm nay. | ” |

| “ | Soạn giả là những người trong bóng tối, hầu hết nhiều khán giả cải lương, chỉ biết nghệ sĩ, chứ không biết đến soạn giả. Thậm chí có những khán giả thuộc tên tuồng, hay thuộc cả lời ca trong Đêm lạnh chùa hoang, Tâm sự loài chim biển... nhưng Yên Lang là ai, thì họ không biết. [...] Bởi cải lương là tim, là xương, là máu của tôi. Cuộc đời tôi, gia đình tôi, các con của tôi trước đây đều được nuôi sống nhờ đồng tiền của cải lương. Nhờ khán giả yêu mến cải lương mà gia đình tôi ngày xưa sống cũng tương đối khá. | ” |

| “ | Chưa đầy 100 năm, mà cải lương đã bị èo ọt lắm rồi. | ” |

## Đánh giá
| “ | Yên Lang là một trong những người Bạc Liêu đã từng được khán giả khắp nơi ái mộ không chỉ bằng ngòi bút trữ tình, sâu lắng, mà còn là một bậc thầy chuyên sáng tác kịch bản màu sắc kiếm hiệp kỳ tình, đưa thể loại này lên đỉnh cao, và đã từng tạo cơ hội vàng cho nhiều nghệ sĩ trở nên nổi tiếng. Kịch bản của Yên Lang đa phần quen thuộc, gần như phản ảnh một nét văn hóa của người Sài Gòn những năm 1960 – 1970, đó là yêu thích chuyện tình lâm ly nhưng giàu nghị lực. | ” |
| — | |   |

| “ | Công chúng thích tuồng của soạn giả Yên Lang vì mỗi câu ca đều chất chứa những ẩn tình sâu sắc, nhờ thế mà thấm vào tim người nghe. Nghệ sĩ chúng tôi khi ca như thấy mình được sống trong vai diễn. | ” |
| — | |   |

| “ | Mỗi lời ca, câu thoại trong kịch bản của Yên Lang đến hôm nay đã mấy mươi năm mà khán giả đều thuộc. Vì ông viết bằng cảm xúc chân thật, từ nỗi niềm của chính mỗi người Nam Bộ nên nghe qua một lần là đã thuộc. | ” |
| — | |   |

| “ | Mỗi nhân vật của anh đều có chiều sâu, thấm đẫm tinh thần nhân văn. | ” |
| — |                                                                     |   |

| “ | Như một kiếp tằm rút ruột nhả tơ, soạn giả Trọng Nguyễn và Yên Lang đã hiến dâng trọn vẹn cuộc đời của mình cho nghệ thuật, góp phần rất lớn cho lĩnh vực văn hóa nghệ thuật của Bạc Liêu và góp phần bảo tồn, phát triển nghệ thuật đờn ca tài tử và sân khấu cải lương Nam Bộ. Tên tuổi của hai nghệ sĩ còn mãi với thời gian. | ” |
| — | |   |

| “ | Tôi mang ơn anh như một người thầy hướng dẫn tận tình. | ” |
| — |                                                        |   |

| “ | Nếu nói ngành cải lương hải ngoại vẫn sống đến ngày nay thì kể đến một phần rất lớn sự đóng góp của anh Yên Lang. | ” |
| — | |   |

| “ | Ông là người rất uy tín. | ” |
| — |                          |   |

## Vinh danh
Tối ngày 3 tháng 11 năm 2012, Sở Văn hóa, Thể thao và Du lịch tỉnh Bạc Liêu và Đài Phát thanh – Truyền hình Bạc Liêu đã tổ chức một chương trình nghệ thuật tôn vinh ông.
Ngày 2 tháng 3 năm 2013, Sở Văn hóa, Thể thao và Du lịch tỉnh Bạc Liêu cùng Phó Chủ tịch Ủy ban nhân dân tỉnh Lê Thị Ái Nam, lãnh đạo một số ban ngành và một số văn nghệ sĩ tiêu biểu của tỉnh Bạc Liêu đã tổ chức một buổi gặp gỡ và giao lưu với soạn giả Yên Lang khi ông từ Hoa Kỳ về Bạc Liêu tại một nhà khách ở tỉnh này.
7 giờ 30 tối thứ Sáu ngày 28 tháng 6 năm 2013 tại nhà hàng Ly's Garden thuộc thành phố San Diego, California, Hương Sĩ Nhân đã thực hiện chương trình live show Đại Nhạc hội Hương Sĩ Nhân 13 để vinh danh Yên Lang, có khoảng 1 giờ gồm vài tác phẩm của ông và trích đoạn cải lương Máu nhuộm sân chùa, với một số bản vọng cổ của ông cùng nhiều tiết mục khác như tân nhạc, hài kịch.
Vào tối ngày 24 tháng 4 năm 2014, đêm nghệ thuật tôn vinh và giới thiệu các tác phẩm của hai soạn giả Yên Lang và Trọng Nguyễn đã được tổ chức tại Bạc Liêu vào lúc 20 giờ ở Nhà Thi đấu đa năng của tỉnh.